# Konstantin Schad
Konstantin Schad (Rosenheim, 25 luglio 1987) è un ex snowboarder tedesco.

## Biografia
Esordì in Coppa del Mondo il 12 febbraio 2007 a Furano (41ª).
Debuttò ai Giochi olimpici invernali di Vancouver 2010, terminando trentatreesimo nello snowboard cross.
Prese parte alla XXV Universiade invernale di Erzurum 2011, vincendo la medaglia d'oro nello snowboard cross, precedendo sul podio gli italiani Omar Visintin e Federico Raimo.
Gareggiò all'Olimpiade di Soči 2014, in Russia, concludendo tredicesimo nello snowboard cross.
Rappresentò la Germania ai XXIII Giochi olimpici invernali di Pyeongchang 2018, in cui fu eliminato nelle batterie, concludendo in trentatreesima posizione nella gara di snowboard cross.
Annunciò il ritiro al termine della stagione 2019-2020

## Palmarès

### Coppa del Mondo
- Miglior piazzamento nella Coppa del Mondo di snowboard: 5º nel 2014.
- 2 podi:
  - 1 vittoria:
  - 1 secondo posto.

#### Coppa del Mondo - vittorie
| Data          | Luogo      | Paese  | Disciplina |
| ------------- | ---------- | ------ | ---------- |
| 16 marzo 2012 | Valmalenco | Italia | SBX        |

Legenda:

SBX = snowboard cross

### Universiade
- 1 medaglia:
  - 1 oro (nello snowboard cross a Erzurum 2011).